# Пилица (река)
Пили́ца (пол. Pilica) — река в южной и центральной части Польши, самый длинный левый приток Вислы. Длина реки — 319 км, площадь водосборного бассейна — 9244 км².
Протекает через Малопольскую возвышенность и Среднемазовецкую низменность, впадает в Вислу близ деревни Острувек, в географическом регионе Центральная долина Вислы. Высота устья составляет около 92 м над уровнем моря.
В 1974 году в результате строительства плотины возле города Сулеюв образовалось Сулеювское водохранилище (Залев-Сулеювски), длина — около 17 км, максимальная ширина — 2 км, площадь поверхности — 2700 га).
На реке Пилица стоит несколько городов, в том числе Томашув-Мазовецки и Сулеюв.

## Река в культуре
В 1965—1994 годах в Томашуве-Мазовецком существовали крупные швейные предприятия, названные-по расположению в крупнейшем городе на Пилице — предприятиями швейной промышленности «Пилица». При другом крупном томашувском производственном предприятии — заводе химических волокон «Вистом» (поль.) — в течение сорока лет действовал ансамбль народной культуры «Пиличане», который многократно выступал с концертами в Польше и за рубежом. В арсенале польской армии с первой половины XX века функционирует зенитно-ракетно-артиллерийский комплекс «Пилица», сконструированный с целью противовоздушной обороны на линии реки. В Томашуве-Мазовецком с начала XXI века работает «Музей реки Пилицы».